# Аладжа-Хююк
Аладжа-Хююк (тур. Alacahöyük, Alaca Höyük, Alacahüyük) — город на территории Малой Азии, возникший в эпоху неолита и продолжавший существовать вплоть до времён Хеттского царства. Находится к северо-востоку от руин столицы хеттов Хаттусы, на территории района Аладжа в иле Чорум в Турции.

## Раскопки

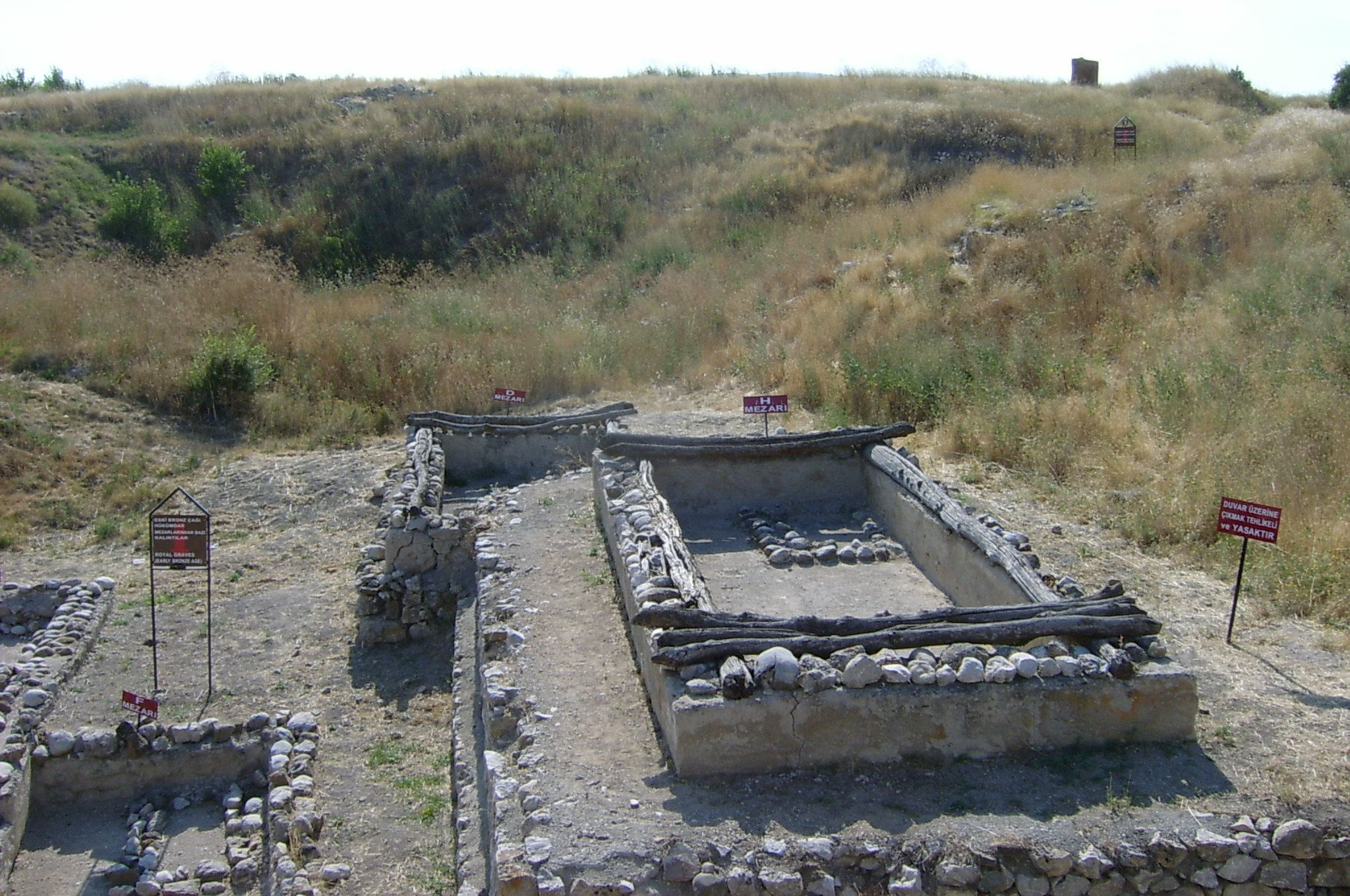
Раскопки в Аладжа-Хююке (2005)

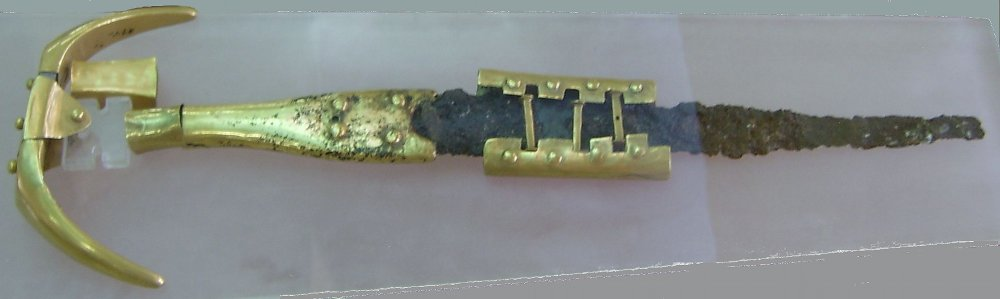
Найденный в Аладжа-Хююке кинжал из железа в золотой оправе

Под курганом в Аладжа-Хююке скрывался город хаттов — автохтонного народа Малой Азии эпохи бронзового века. Место было постоянно населено со времён халколита и вплоть до наших времён — сейчас здесь находится небольшое турецкое село. Наиболее выдающиеся памятники Аладжа-Хююка, в частности, «Ворота сфинкса», относятся к эпохе Хеттского царства, которое возникло на руинах культуры хаттов, начиная с 14 века до н. э.
Данный памятник стал привлекать внимание исследователей с конца XIX века. В 1907 году турецкий археолог греческого происхождения Теодор Макриди Бей в течение двух недель провёл там свои исследования. В 1910-е годы немецкие археологи обнаружили царские захоронения 3 тыс. до н. э., а также хеттский город 2 тыс. до н. э. На входе в город находились массивные ворота со сфинксами. Город был хорошо укреплён стенами и башнями в связи с частыми нападениями народа каска, проживавшего в горах севера Малой Азии.

Раскопки продолжили в 1935 году турецкие археологи Ремзи Огуз Арык и Хамит Кошай. При раскопках были обнаружены артефакты и поселения дохеттского периода, самые ранние из которых относились к 4 тыс. до н. э. В гробницах 3 тыс. до н. э. были найдены металлические сосуды, ювелирные изделия, оружия, абстрактные изделия, часто интерпретируемые как солнечные символы. 

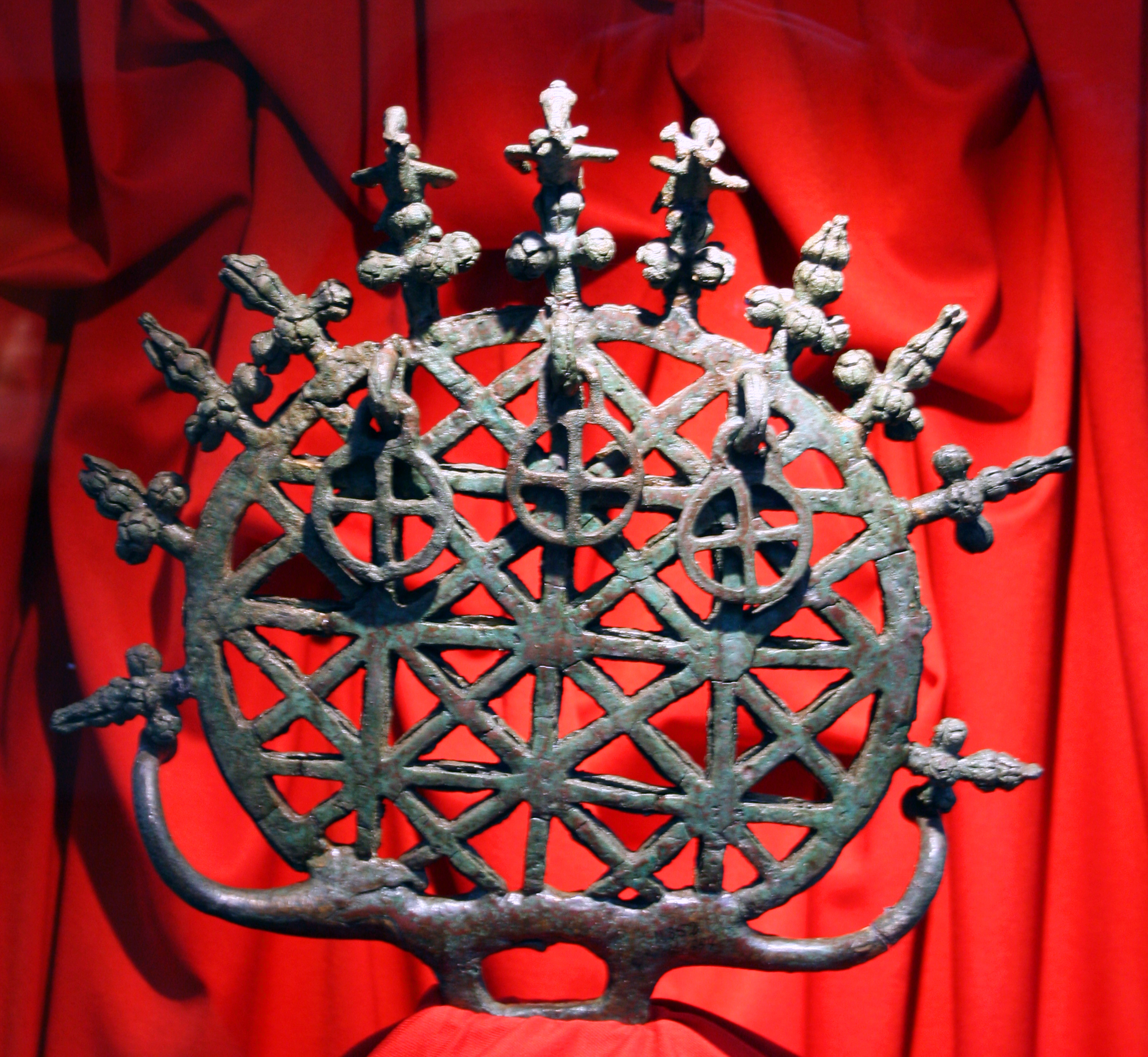
Солнечный диск из Аладжа-Хююка эпохи раннего бронзового века

В тринадцати «царских могилах» (ранний бронзовый век II, около 2350—2150 годов до н. э.) в Аладжа-Хююке обнаружены останки в положении зародыша, головой на юг. Покойные были богато украшены золотыми фибулами, диадемами, ремнями с пряжками и рельефными фигурами из золотых листьев. Многие из находок Аладжа-Хююка в настоящее время находятся в Музее анатолийских цивилизаций в Анкаре.
Среди находок — кубки и другие сосуды из золота и электрона. Среди наиболее распространённых изображений — быки и олени на пьедесталах. По мнению Вулли, царские гробницы, «по-видимому, относятся к последнему периоду существования (города), что видно по слою разрушений и обгоревшей цитадели. Культура, с которой связаны находки в гробницах, не продолжается на следующем историческом этапе — стадии Кюльтепе».

## Дамбы
Дамба, сооружённая около 1240 году до н. э., была восстановлена и вновь открыта 23 сентября 2006 года. Сооружение дамбы санкционировал царь Тудхалия IV во имя богини Хепат. Согласно древним хеттским надписям, в 13 веке до н. э. Анатолию поразила засуха, в связи с чем царь был вынужден импортировать пшеницу из Египта. В связи с этим в центре Анатолии были сооружены многочисленные дамбы, из которых сохранилась лишь дамба в Аладжа-Хююке, поскольку источник воды располагался непосредственно внутри водохранилища.